# Geheleplantsilage
Geheleplantsilage (ook afgekort tot GPS) is een vorm waarin diervoeders worden geoogst, opgeslagen (silage) en gevoerd. Hierbij wordt de gehele plant (gehakseld) gebruikt als diervoeder.
Met name graangewassen zoals mais en triticale worden als zodanig gebruikt.
Ook kan geheleplantsilage gebruikt worden voor de productie van biogas.
| Materiaal            | Biogasopbrengst in m³ per ton verse massa | Methaangehalte |
| -------------------- | ----------------------------------------- | -------------- |
| Maissilage           | 202                                       | 52 %           |
| Grassilage           | 172                                       | 54 %           |
| Rogge-GPS            | 163                                       | 52 %           |
| Voederbieten         | 111                                       | 51 %           |
| Bioafval             | 100                                       | 61 %           |
| Kippenmest           | 80                                        | 60%            |
| Suikerbietensnijdsel | 67                                        | 72 %           |
| Varkensmest          | 60                                        | 60 %           |
| Rundermest           | 45                                        | 60 %           |
| Bierbostel           | 40                                        | 61 %           |
| Varkensdrijfmest     | 28                                        | 65 %           |
| Runderdrijfmest      | 25                                        | 60 %           |